# Pohrdání soudem
Pohrdání soudem je trestný čin, kterého se dopustí ten, kdo při soudním jednání závažně ruší, chová se k soudu urážlivě nebo jej znevažuje anebo jednání zmaří, případně i mimo jednání bez dostatečné omluvy neuposlechne příkaz nebo výzvu soudu. Aby takové jednání bylo trestné je ale třeba, aby tak učinil opakovaně, což je ovšem možné i při jen jednom jednání soudu. Potrestán pak může být trestem odnětí svobody až na dva roky nebo propadnutím věci nebo jiné majetkové hodnoty. Účelem zakotvení tohoto trestného činu v právním řádu je ochrana nezávislosti, vážnosti a autority soudu, stejně jako zájem na důstojném a včasném projednání věci.
Jestliže by se závadné jednání naopak neopakovalo nebo nebylo dostatečně závažné, aby odůvodnilo trestní stíhání, může soud využít pouze napomenutí, vykázání z jednací síně nebo pořádkovou pokutu.